# Accra (geslacht)
Accra is een geslacht van vlinders uit de familie van de bladrollers (Tortricidae)

## Soorten
- A. amanica Razowski, 2005
- A. canthararcha (Meyrick, 1937)
- A. erythrocyma (Meyrick, 1930)
- A. kassaicola Razowski, 2005
- A. kikuayana Razowski, 2005
- A. ornata Razowski, 1966
- A. plumbeana Razowski, 1966
- A. rubicunda Razowski, 1966
- A. rubrothicta Razowski, 1986
- A. tanzanica Razowski, 1990
- A. venatrix (Meyrick, 1930)
- A. viridis (Walsingham, 1891)
- A. witteae Razowski, 1964